# Ukrainian Beer Lovers Party
Ukrainian Beer Lovers Party, UBLP (ucraïnès: Українська партія шанувальників пива (УПШП)) va ser un partit polític de curta durada a Ucraïna. Va ser registrat el 10 de novembre de 1991 i copresidit per Volodymyr Yermakov, Petro Serhiyenko i Pavlo Tarnovsky.
No s'ha de confondre amb una altra organització russòfona Ukrainian Beer Lovers Party, UBLP (rus: Партия любителей пива, ucraïnès: Українська партiя любителiв пива, УПЛП), que no està registrat oficialment.
Objectius del partit:
- Establiment de l'estat de dret segons els estàndards internacionals
- Creació de nova economia, nova relació econòmica entre les persones
- Despertar i augmentar la dignitat de la gent a través de l'educació cultural
- Ampliació i millora dels productes alimentaris, inclosa la cervesa

A diferència d'altres, la UBLP no va deixar cap rastre en la història d'Ucraïna. En una enquesta prèvia a les eleccions, UBLP va rebre el suport del 3% de la població (segons el diari Voice of Ukraine del 13 d'octubre de 1993). A les eleccions parlamentàries d'Ucraïna del 1994, la UBLP va aconseguir només 1806 vots (<0,01%) i no va obtenir escons.
El 1996 el partit va afirmar tenir registrats 1.599 membres a UBLP.
El 1997 TBLP va entrar al bloc electoral "Demòcrates lliures" (Свободные демократы), que incloïa el Partit Liberal Democràtic d'Ucraïna i el Partit dels Camperols Lliures d'Ucraïna (Партія вільних селян).